# بشرى غزيال
بشرى غزيال (بالفرنسية: Bouchra Ghezielle)‏، ( من مواليد 19 مايو 1979) في الخميسات، هي عداءة مغربية-فرنسية، وتنافس الآن لفرنسا. متخصصة بشكل رئيسي في مسافة 1500 وأيضا في في المسافات 800 متر و 3000 متر .
شاركت في دورة الألعاب الأولمبية عام 2004 ومثلت المغرب. وقد فازت بالميداليات البرونزية في بطولة أفريقيا 1998 ،وفي بطولة العالم للشباب لألعاب القوى 1998 وبطولة العالم 2005.